# Трейсі Делатт
Трейсі Делатт (англ. Tracy Delatte; нар. 22 грудня 1956) — колишній американський тенісист.
Найвищу одиночну позицію світового рейтингу — 377 місце досяг 26 грудня 1979, парну — 39 місце — 2 січня 1984 року.
Здобув 3 парні титули.
Найвищим досягненням на турнірах Великого шолома було 3 коло в одиночному розряді.

## Фінали за кар'єру

### Парний розряд 9 (3–6)
| Результат | W/L | Дата     | Турнір                | Покриття   | Партнер            | Суперники                   | Рахунок       |
| --------- | --- | -------- | --------------------- | ---------- | ------------------ | --------------------------- | ------------- |
| Поразка   | 0–1 | Бер 1981 | Напа, США             | Тверде     | Джон Геєс          | Кріс Мейотт Річард Меєр     | 3–6, 6–3, 6–7 |
| Поразка   | 0–2 | Кві 1981 | Лас-Вегас, США        | Тверде     | Трей Волткі        | Пітер Флемінг Джон Макінрой | 3–6, 6–7      |
| Поразка   | 0–3 | Лют 1982 | Монтеррей, Мексика    | Килим      | Мел Перселл        | Віктор Амая Генк Пфістер    | 3–6, 7–6, 3–6 |
| Поразка   | 0–4 | Бер 1982 | Брюссель, Бельгія     | Тверде (i) | Кріс Данк          | Павел Сложил Шервуд Стюарт  | 4–6, 7–6, 5–7 |
| Перемога  | 1–4 | Тра 1982 | Forest Hills WCT, США | Ґрунт      | Йохан Крік         | Дік Стоктон Ерік ван Діллен | 6–4, 3–6, 6–3 |
| Поразка   | 1–5 | Гру 1982 | Гартфорд, США         | Килим      | Майк Кейгілл       | Боб Лутц Дік Стоктон        | 6–7, 3–6      |
| Поразка   | 1–6 | Кві 1983 | Лас-Вегас, США        | Тверде     | Йохан Крік         | Кевін Каррен Стів Дентон    | 3–6, 5–7      |
| Перемога  | 2–6 | Тра 1983 | Forest Hills WCT, США | Ґрунт      | Йохан Крік         | Кевін Каррен Стів Дентон    | 6–7, 7–5, 6–3 |
| Перемога  | 3–6 | Лис 1984 | Йоганнесбург, ПАР     | Тверде     | Франсіско Гонсалес | Стів Мейстер Еліот Телчер   | 7–6, 6–1      |